# Palm Springs (Florida)
 For alternative betydninger, se Palm Springs. (Se også artikler, som begynder med Palm Springs)
Palm Springs er en amerikansk by i delstaten Florida beliggende i amtet Palm Beach County. Byen har et indbyggertal på 26.890 (2020) indbyggere.